# Coniopteryx (Coniopteryx) dorisae
Coniopteryx (Coniopteryx) dorisae is een insect uit de familie van de dwerggaasvliegen (Coniopterygidae), die tot de orde netvleugeligen (Neuroptera) behoort. 
Coniopteryx (Coniopteryx) dorisae is voor het eerst wetenschappelijk beschreven door Monserrat in 1983.